# 罗斯季斯拉夫·弗谢沃洛多维奇
罗斯季斯拉夫·弗谢沃洛多维奇（Ростислав Всеволодович，1070年—1093年5月26日），古罗斯王公，佩列亚斯拉夫王公（1078年~1093年在位）。
罗斯季斯拉夫·弗谢沃洛多维奇为基辅大公弗谢沃洛德一世·雅罗斯拉维奇之子，母亲为波洛韦茨人的公主安娜。1078年，他获得原属其父的领地佩列亚斯拉夫。他曾与兄长弗拉基米尔·莫诺马赫联盟，共同和波洛韦茨人（他母亲的民族）进行斗争。
1093年，罗斯季斯拉夫·弗谢沃洛多维奇与弗拉基米尔·莫诺马赫一起前往支援向波洛韦茨人开战的基辅大公斯维亚托波尔克·伊贾斯拉维奇。根据编年史的记载，在战斗发生的前夜，两位王公奔赴佩切尔斯基修道院祈祷。那里的院长圣格列高利作出了一个可怕的预言：罗斯季斯拉夫·弗谢沃洛多维奇将会在即将发生的战役中死于水中。年轻的王子愤怒地驳斥了这个预言，并且下令将这位圣徒处死。
当战斗终于在特列波尔城附近展开时，罗斯王公的联军迅速溃退，罗斯季斯拉夫·弗谢沃洛多维奇和弗拉基米尔·莫诺马赫两兄弟冲进了河里。当弗拉基米尔·莫诺马赫游向彼岸时，罗斯季斯拉夫却开始溺水，终于被淹死了。弗拉基米尔·莫诺马赫没有来得及为弟弟收尸，罗斯季斯拉夫的遗体后来被斯维亚托波尔克·伊贾斯拉维奇的侍从找到并运回基辅。
罗斯季斯拉夫·弗谢沃洛多维奇被葬于基辅圣索非亚大教堂。著名的史诗《伊戈尔远征记》记载了他的母亲因为他的死而悲痛欲绝。

## 资料来源
- 苏联历史大百科全书·人物卷，1961~1973

| 前任： 弗谢沃洛德·雅罗斯拉维奇 | 佩列亚斯拉夫王公 1078~1093 | 繼任： 弗拉基米尔·莫诺马赫 |